# Aluminat
Aluminat je spojina, ki vsebuje aluminijev oksoanion. Takšen je na primer natrijev aluminat NaAlO2. V nomenklaturi anorganskih spojin je aluminat pristavek, ki označuje poliatomski anion s centralnim aluminijevim atomom.

## Aluminatni oksoanioni
Aluminijev oksid je amfoteren, se pravi, da se raztaplja v kislinah in bazah. Pri raztapljanju v bazah tvori hidroksoaluminatne ione, kakršne tvorijo aluminijev hidroksid in aluminijeve soli. Hidrokso aluminat ali hidrirani aluminat lahko sedimentira  in se nato kalcinira v brezvodne aluminate. 
Aluminati se pogosto zapisujejo kot kombinacija bazičnega oksida in aluminijevega oksida. Brezvodni natrijev aluminat, na primer, se na ta način zapiše kot Na2O.Al2O3.  
Znanih je več aluminatnih oksoanionov:
- Najenostavnejši je približno tetraedrični AlO5−
4 , ki so ga odkrili v spojini Na5AlO4,[2]
- Ogrodje  ionov AlO2− v brezvodnem natrijevem aluminatu NaAlO2[3] in monokalcijevem aluminatu CaAl2O4, zgrajeno iz tetraedrov {AlO4}, ki imajo skupna oglišča.[4]
- Ciklični anion Al
6O18−
18, ki so ga odkrili v trikalcijevem aluminatu Ca3Al2O6, za katerega se lahko reče, da je zgrajen iz šestih tetraedrov {AlO4} s skupnimi oglišči.[5]
- Več anionov z neskončnimi verigami v spojinah Na7Al3O8, ki vsebuje v verigo povezane obroče, ter Na7Al13O10 in Na17Al5O16, ki vsebujeta diskretne verige anionov.[6]

## Mešani oksidi, ki vsebujejo aluminij
Obstaja več mešanih oksidov, ki vsebujejo aluminij, v katerih ni diskretnih ali polimernih aluminatnih ionov. Spineli z generično formulo A2+
B3+
2O2−
4 , ki vsebujejo aluminij kot Al3+, med katere spadata sam mineral spinel in  MgAl2O4,  so mešani oksidi s kubičnim gostim skladom O atomov in Al3+ na oktaedrskih položajih.
Hrizoberil (BeAl2O4), ki je izomorf olivina, ima heksagonalni gosti sklad kisikovih atomov z aluminijem na oktaedrskih položajih in berilijem na tetraedrskih položajih.
Aluminati ali ortoaluminati se včasih imenujejo tudi nekateri oksidi s splošno formulo MAlO3. Mednje spada na primer YAlO3. Itrijevi ortoaluminati so mešani oksidi s strukturo perovskita. Nekaj oksidov, na primer YAl5O8, ki se imenuje tudi itrijev granat, imajo strukturo granata.

## Hidroksoaluminati
Aluminatni anion Al(OH)−
4 se pojavlja v raztopinah Al(OH)3 pri visokih pH.

## Aluminatna stekla
Iz čiste  glinice (Al2O3) se s sedanjimi tehnikami težko proizvede steklo, z dodajanjem druge komponente pa se lahko proizvede več vrst aluminatnih stekel. Tovrstna stekla imajo več zanimivih in uporabnih lastnosti, na primer velik lomni količnik, dobro prepustnost za infrardečo svetlobo,  visoko tališče in zmožnost gostiti lasersko aktivne in fluorescentne ione. Ključna metoda za preučevanje in proizvodnjo več vrst  aluminatnih stekel je aerodinamično lebdenje, ki zagotavlja veliko čistost taline pri temperaturah, ki presegajo 2000 K.
Snovi, za katere je znano, da tvorijo steklo v binarni kombinaciji z aluminijevim oksidom, so oksidi redkih zemelj, alkalni zemljoalkalijski oksidi (CaO, SrO, BaO), svinčev oksid in silicijev dioksid. 
Al2O3 (aluminat) lahko tvori tudi safirju podobno stekleno keramiko. Ta sposobnost pogosto temelji na sestavi, v kateri se sposobnost tvorjenja stekla in njegova stabilnost prepletata in sta približno uravnovešeni.

## Uporaba aluminatov
Natrijev aluminat NaAlO2 se v industrijskem obsegu uporablja kot čimža pri barvanju tkanin, v hidrirani obliki pa za obdelavo pitne in odpadne vode, v proizvodnji papirja,  zeolitov in keramike, kot katalizator v petrokemični industriji in izomerizaciji alkenov in aminov. Kalcijevi aluminati so pomembna sestavina cementov. Litijev aluminat   Li5AlO4 se uporablja v jedrskih elektrarnah.

## Aluminat kot pridevek za poimenovanje anorganskih spojin
Primeri:
- Tetrakloroaluminatni ion AlCl−
4 je prisoten na primer v litijevem tetrakloroaluminatu (LiAlCl4).[6]
- Tetrahidroaluminatni ion AlH−
4 je prisoten na primer v litijevem aluminijevem hidridu (LiAlH4).[6]
- Heksafluoroaluminatni ion AlF3−
6 je prisoten na primer v natrijevem heksafluoroaluminatu (Na3AlF6).[6]

## Recikliranje odpadkov
V bližnji preteklosti se je ogromno raziskav osredotočalo na učinkovite postopke za ravnanje z odpadki. Raziskave so pokazale, da bi nekateri odpadki lahko bili surovine za mnoge industrije, kar bi zmanjšalo porabo energije in naravnih virov, zmanjšalo negativne vplive na okolje in ustvarilo nova področja dela.
Dober primer prihaja iz kovinske industrije, zlasti iz industrije aluminija. Recikliranje aluminija ima pozitivne učinke na ohranjanje okolja, ker izkorišča tako industrijske kot komunalne odpadke. Žlindra in ostanki, ki so v preteklosti šteli za odpadek, so zdaj surovina za nekatere visoko donosne nove industrije. Dodana vrednost je uporaba odpadkov, ki se razvrščajo med nevarne odpadke. Trenutne raziskave preučujejo uporabnost teh odpadkov za proizvodnjo stekla, keramike, bemita in kalcijevega aluminata.